# Teatro grecolatino
Se llama teatro grecolatino a las diversas manifestaciones teatrales que se cultivaron en la Antigua Grecia y en la Antigua Roma. Los principales géneros fueron la tragedia y la comedia. El mimo también gozó de popularidad. El teatro grecolatino ha tenido gran influencia en el teatro moderno.

## Teatro griego

### Tragedia
Se estima que el origen del género de la tragedia está en representaciones de un coro que entonaba un canto en honor a Dioniso. El momento en que se convirtió en obra dramática fue cuando, en EL siglo VI  a. C., Tespis introdujo un primer actor que entablaba un diálogo con el coro. Su temática principal era, con pocas excepciones, leyendas de mitología griega en las que un héroe sostenía un vano combate contra un destino trágico regido por los dioses.
De Esquilo (siglo VI  a. C. - siglo V a. C.) se conservan siete tragedias de las que seis tratan asuntos míticos y una —Los persas— es de temática histórica. Sus personajes, no demasiado individualizados, suelen quedar enmarcados en ideas colectivas.
Con Sófocles (siglo V  a. C.) la acción gira en torno a personajes muy individualizados. De sus ciento veinte tragedias, se conservan siete.
De Eurípides (siglo V a. C.) se conservan diecinueve de sus obras, que son reflejo de ideas y problemas nuevos, próximos a la realidad de su época. 
Los trágicos cultivaron también dramas satíricos, que deben su nombre al coro de Sátiros (séquito de Dioniso). Aúnan la estructura de la tragedia con el fin que persigue la comedia.

### Comedia
La comedia desarrolla una acción relacionada con la vida real mediante una expresión ligera. No gozó de buena fama entre algunos de los más célebres autores griegos, por ser perturbadora del ánimo (Platón y Aristóteles la condenaron); según Aristóteles, su origen está en los cantos fálicos. Se escribían, al igual que la tragedias, para ser representadas en los festivales en honor a Dioniso.
En Sicilia Epicarmo (530 a. C. - 440 a. C.) compuso versiones burlescas de la historia, sobre dioses o héroes. Son comedias sociales.
En el Ática, la comedia se divide en tres etapas:
En la comedia antigua (470-390 a. C.), en general, las tramas eran pobres y la esencia de la obra residía en la sátira de todo tipo de asuntos, incluso de políticos e instituciones. Aristófanes (445 a. C. - 388 a. C.) compuso obras políticas, sociales y de entretenimiento, en las que hay unión de fantasía y realismo, burla y seriedad. En sus obras hay parodia de la epopeya, la lírica, la tragedia y el lenguaje de los oráculos.
En la comedia media (390-330 a. C.) hubo un cambio en los temas. Se realizaban parodias de filósofos, de poetas y de mitos. Los cantos corales perdieron importancia. Algunos de los autores de esta etapa fueron Alexis de Turios, Antífanes, Eubulo y Anaxándrides.
La comedia nueva surgió a finales del siglo IV a. C. Se centraba más en el ser humano, particularmente en personajes de las clases medias y bajas de la sociedad y a menudo trataba temas relacionados con el amor. Entre los autores de esta etapa destacan Menandro (342 a. C. - 291 a. C.) —con obras como El misántropo— y Filemón.

### Mimo
Un género que gozó de popularidad entre las masas era el mimo, un tipo de representación teatral breve que trataba tema de la vida cotidiana y que a veces se acompañaba de bailes o números de prestidigitación. Uno de los rasgos de este particular género, a diferencia de la comedia, era la improvisación. Sofrón, en época clásica, y Herodas, en el periodo helenístico, fueron dos de los autores más reconocidos que cultivaron este género. 

## Teatro latino
En Roma, el teatro tuvo antecedentes en el teatro etrusco, que influyó en cuanto a organización teatral, máscaras y actores y, aparte, en otro tipo de representaciones simples e improvisadas itálicas que se realizaban después de la cosecha.  
El teatro latino imitó inicialmente los argumentos de las obras griegas, tanto en la tragedia, que se denomina fabula graecanica, como en la comedia, llamada fabula palliata. Livio Andrónico fue el primer autor latino que tradujo una tragedia del griego, en el 240 a. C. Ennio, que cultivó tanto tragedia como comedia, fue uno de los autores destacados.
Posteriormente, surgieron obras con personajes propiamente romanos, que convivieron con las imitaciones griegas. Una obra de tema romano se denominaba fabula praetexta cuando era una tragedia y fabula togata en el caso en que fuera una comedia. Nevio fue uno de los primeros autores de temática romana.
Las obras de teatro latino que se han conservado completas pertenecen únicamente a tres autores: Plauto y Terencio, que cultivaron la comedia, y Séneca, que cultivó la tragedia. Hay otros autores que se conocen a través de fragmentos.

### Comedia
Plauto dominó el teatro cómico romano entre el 215 y el 184 a. C. Todas sus obras son fabulae palliatae, es decir, basadas en modelos griegos, que modifica con gran libertad. Son comedias de enredo, en las que se multiplican las situaciones cómicas, y donde muestra un gran dominio de la lengua popular. Con el fin de divertir y lograr el máximo efecto cómico, no le importa caer en contradicciones. Con respecto a su estructura, la parte dialogada a menudo solo ocupa un tercio del total, concediendo máxima importancia a la parte cantada, a veces con acompañamiento instrumental. 
Terencio fue un autor que vivió pocos años y cuya carrera dramática, que transcurrió entre el 166 y el 160 a. C., está ligada al sector de la aristocracia romana que admiraba la cultura griega. En sus obras imitó el equilibrio escénico y la agudeza psicológica de Menandro. Empleó los prólogos de sus comedias como medio para defenderse de las críticas que le hacían otros autores literarios. A diferencia de Plauto, evita las tramas complicadas y los personajes caricaturescos. Destaca la gran caracterización psicológica que confiere a sus personajes. Sus obras lograron un elevado nivel artístico, aunque el efecto cómico que provocaba en el público fuera menor que el de Plauto.

### Tragedia
La tragedia latina, durante el periodo de la República, tuvo en Ennio, Lucio Accio y Marco Pacuvio a sus autores más celebrados. En la época del Imperio se conoce la representación de tragedias de autores como Ovidio y Lucio Vario Rufo, pero las únicas obras que se han conservado completas pertenecen a Séneca, que vivió entre el 5 y el 65, y cultivó la tragedia en un periodo en el que este género había caído en desuso. Sus obras suelen seguir las versiones tradicionales de los mitos griegos, pero pone un especial acento en la forma de expresar los sentimientos y los valores morales de sus personajes son distintos a los de los trágicos griegos. Antiguamente también se atribuía a Séneca una fabula praetexta que trata de la vida de Octavia, hija del emperador Claudio, pero la crítica atribuye esta obra a un autor algo posterior.